# خالد الشيباني (لاعب كرة قدم)
خالد الشيباني (مواليد 31 يوليو 1997) لاعب كرة قدم إماراتي يجيد اللعب في الوسط في نادي الذيد.
مثل نادي الوصل في الفئات السنية ووصل إلى نادي الوصل في عام 2017 و لعب بعدها مع نادي الحمرية والنادي العربي ونادي الذيد.

## روابط خارجية
- خالد الشيباني على موقع قاعدة بيانات كرة القدم.إي يو (الإنجليزية)
- خالد الشيباني على موقع Soccerway.com (الإنجليزية)